# Maranthes corymbosa
Maranthes corymbosa är en tvåhjärtbladig växtart som beskrevs av Carl Ludwig von Blume. Maranthes corymbosa ingår i släktet Maranthes och familjen Chrysobalanaceae. IUCN kategoriserar arten globalt som livskraftig. Inga underarter finns listade i Catalogue of Life.